# Juan Salinas
Juan Ricardo Salinas Vergara (Los Andes, Chile, 5 de junio de 1969) es un exfutbolista chileno. Jugaba como delantero.

## Trayectoria
Oriundo de Los Andes realizó las divisiones inferiores en Cobreandino de su ciudad natal, debutando como profesional en 1987. En 1991, luego del descenso del equipo a la Tercera División, firmó por Santiago Wanderers de la Primera B Para el segundo semestre del mismo año, juega por Everton de la Primera División chilena. En 1993 regresó a Santiago Wanderers, donde jugó por dos temporadas.
En 1995 comienza su segundo paso por Everton; la primera temporada culminó con el descenso a la Primera B del equipo viñamarino, mientras que las siguientes 3 temporadas fueron en la Primera B.
En 1999 firmó para Santiago Morning, quien regresaba a la Primera División del fútbol chileno. Defendió a los microbuseros hasta mediados de 2000, cuando firmó por Deportes La Serena de la Primera B.
Sus últimas dos temporadas como futbolista profesional fueron en la división de plata del fútbol chileno, defendiendo las camisetas de Unión La Calera y Deportes Melipilla.

## Clubes
| Club               | País  | Año       |
| ------------------ | ----- | --------- |
| Cobreandino        | Chile | 1987-1991 |
| Santiago Wanderers | Chile | 1992      |
| Everton            | Chile | 1992      |
| Santiago Wanderers | Chile | 1993-1994 |
| Everton            | Chile | 1995-1998 |
| Santiago Morning   | Chile | 1999-2000 |
| Deportes La Serena | Chile | 2000      |
| Unión La Calera    | Chile | 2001      |
| Deportes Melipilla | Chile | 2002      |